# Эшме (Джалал-Абадская область)
Эшме (кирг. Эшме) — село в Сузакском районе Джалал-Абадской области Кыргызстана. Входит в состав Таш-Булакского айылного аймака.

## География
Село расположено в юго-восточной части области, на расстоянии приблизительно 13 километров (по прямой) к северо-востоку от села Сузак, административного центра района. Абсолютная высота — 929 метров над уровнем моря.

## Население
Согласно оценочным данным Национального статистического комитета Кыргызской Республики, численность населения села на начало 2023 года составляла 75 человек.
| год     | 2009 | 2014 | 2015 | 2020 | 2021 | 2023 |
| ------- | ---- | ---- | ---- | ---- | ---- | ---- |
| человек | 110  | 86   | 57   | 69   | 71   | 75   |